# 朝霧高原

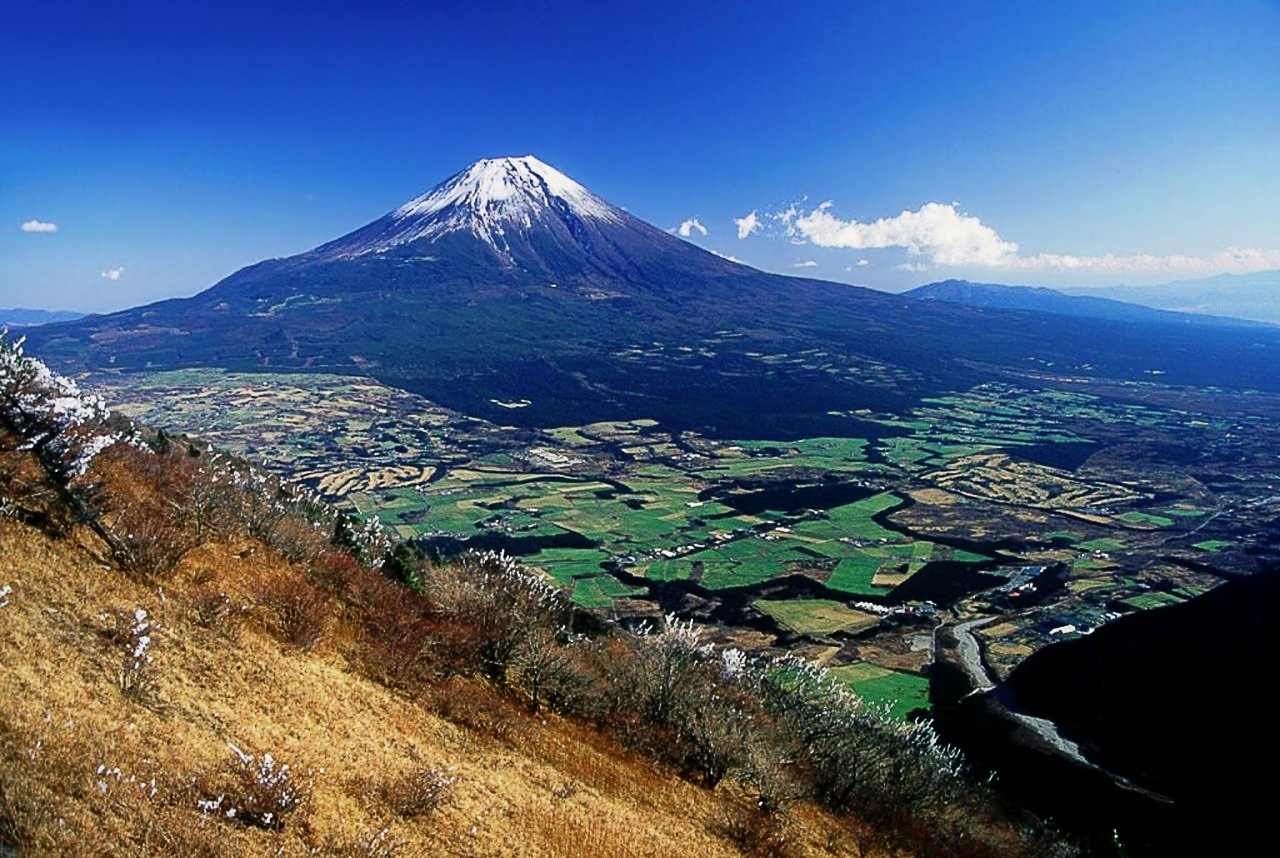
自毛無山望朝霧高原和富士山

朝霧高原（日语：／ Asagiri kōgen */?）是位於日本靜岡縣富士宮市北部富士山西麓標高700至1,000米的高原，也是富士箱根伊豆國立公園的一部分。朝霧高原是富士山觀光的著名景點，在此可一覽富士山景色，在夏季也是避暑勝地。因在早晨容易發生霧氣，因此名為朝霧高原。這一地區畜牧業也很發達。

## 外部連結
- 富士宮市観光協会 （页面存档备份，存于）

35°24′48″N 138°35′28″E / 35.41333°N 138.59111°E